# Wsراديو
راديو wsRadio (الإذاعة العالمية المشتركة) هي شبكة إذاعية حوارية على الإنترنت بدأت بثها في 15 أغسطس 2001 بـ 5 برامج، ثم نمت إلى أكثر من 120 برنامجاً. في عام 2008، حققت wsRadio أكثر من مليون دولار من عائدات الإعلانات، بما في ذلك راديو إيباي وراديو باي بال.  بحلول أوائل عام 2021، أغلقت المحطة.